# 1533
| 1533               |
| ------------------ |
| Dødsfald - Fødsler |
|                    |

| Gregoriansk kalender | 1533 MDXXXIII           |
| Ab urbe condita      | 2286                    |
| Armensk kalender     | 982 ԹՎ ՋՁԲ              |
| Kinesiske kalender   | 4229 – 4230 壬辰 – 癸巳 |
| Etiopisk kalender    | 1525 – 1526             |
| Jødisk kalender      | 5293 – 5294             |
| Hindukalendere       |                         |
| - Vikram Samvat      | 1588 – 1589             |
| - Shaka Samvat       | 1455 – 1456             |
| - Kali Yuga          | 4634 – 4635             |
| Iransk kalender      | 911 – 912               |
| Islamisk kalender    | 939 – 941               |

Konge i Danmark: Frederik 1. 1523-1533
Se også 1533 (tal)

## Begivenheder
- Canada og Labrador opdages af franskmanden Cartier.
- 25. januar – I al hemmelighed vier ærkebiskop Cranmer Henrik 8. af England til Anne Boleyn der er blevet gravid. Bagefter erklærer en kirkelig domstol ægteskabet med Katharina af Aragonien for ugyldigt; Dette fører til at paven bandlyser kongen. Anne Boleyn bliver senere henrettet for utroskab
- 15. november - Francisco Pizarro ankommer til Cuzco, Peru
- Inkarigets fald

## Født
- 28. februar – Michel de Montaigne, fransk renæssancehumanist (død 1592).
- 7. september – Elizabeth 1. af England, engelsk dronning (død 1603).

## Dødsfald
- 10. april – Frederik I dør på Gottorp Slot